# Marvin Mehlem
Marvin Mehlem (Karlsruhe, 11 settembre 1997) è un calciatore tedesco, centrocampista dell'Arminia Bielefeld.

## Caratteristiche tecniche
È un trequartista.

## Carriera

### Club
Cresciuto nel settore giovanile del Karlsruhe, ha esordito in prima squadra il 25 luglio 2015 disputando l'incontro di 2. Fußball-Bundesliga perso 2-1 contro il Greuther Fürth. Nel mercato estivo del 2017 si è trasferito al Darmstadt.

### Nazionale
Nel 2016 ha segnato una rete in 3 presenze con la nazionale tedesca Under-19.

## Statistiche
Statistiche aggiornate al 16 giugno 2020.

### Presenze e reti nei club
| Stagione         | Squadra          | Campionato       | Campionato | Campionato | Coppe nazionali | Coppe nazionali | Coppe nazionali | Coppe continentali | Coppe continentali | Coppe continentali | Altre coppe | Altre coppe | Altre coppe | Totale | Totale | Totale |
| Stagione         | Squadra          | Comp             | Pres       | Reti       | Comp            | Pres            | Reti            | Comp               | Pres               | Reti               | Comp        | Pres        | Reti        | Pres   | Reti   |        |
| ---------------- | ---------------- | ---------------- | ---------- | ---------- | --------------- | --------------- | --------------- | ------------------ | ------------------ | ------------------ | ----------- | ----------- | ----------- | ------ | ------ | ------ |
| 2015-2016        | Karlsruhe        | 2L               | 3          | 0          | CG              | 0               | 0               |                    | -                  | -                  |             | -           | -           | 3      | 0      |        |
| 2016-2017        | Karlsruhe        | 2L               | 8          | 0          | CG              | 0               | 0               |                    | -                  | -                  |             | -           | -           | 8      | 0      |        |
| Totale Karlsruhe | Totale Karlsruhe | Totale Karlsruhe | 11         | 0          |                 | 0               | 0               |                    | -                  | -                  |             | -           | -           | 11     | 0      |        |
| 2017-2018        | Darmstadt        | 2L               | 21         | 2          | CG              | 0               | 0               |                    | -                  | -                  |             | -           | -           | 21     | 2      |        |
| 2018-2019        | Darmstadt        | 2L               | 30         | 5          | CG              | 1               | 0               |                    | -                  | -                  |             | -           | -           | 31     | 5      |        |
| 2019-2020        | Darmstadt        | 2L               | 25         | 1          | CG              | 2               | 1               |                    | -                  | -                  |             | -           | -           | 27     | 2      |        |
| Totale carriera  | Totale carriera  | Totale carriera  | 87         | 8          |                 | 3               | 1               |                    | -                  | -                  |             | -           | -           | 90     | 9      |        |